# Cold Heart (Pnau remix)
«Cold Heart (Pnau Remix)» es una canción del cantante británico Elton John y la cantante albanobritánica Dua Lipa, remezclado por el trío australiano de música electrónica Pnau, y lanzado a través de EMI y Mercury Records el 13 de agosto de 2021 como primer sencillo del 32.º álbum de estudio de John, The Lockdown Sessions.
El sencillo alcanzó el primer puesto en Reino Unido, siendo el primero de John desde 2005 y se ha convertido en una de las canciones más populares de los artistas y una de las más exitosas de cada uno de ellos.

## Lanzamiento
Rumores de una colaboración posible entre Elton John y Dua Lipa empezó en agosto de 2021 siguiendo la noticia de los insiders. John también comentó en el Instagram de Lipa que estaba entusiasmado para algo que pasaría entre ellos la semana siguiente, Lipa respondió que también lo estaba.
El 10 de agosto de 2021, los dos cantantes empezaron promocionar la colaboración posteando versiones animadas de ellos bailando con una melodía de discoteca, en sus redes. Ambos etiquetaron al trío Pnau y Lipa utilizó los hashtags "#coldheart", "#justpassingthrough" y "#newmusic". En el mismo día, Pnau confirmó  escribieron una canción con "la estrella de pop más grande de ayer" y "la estrella de pop más grande de hoy". Pnau y Elton John anteriormente habían colaborado en 2012 con el álbum Good Morning to the Night.
El día siguiente, John y Lipa formalmente anunciaron el sencillo y su fecha de estreno. Mostraron una fragmento de la canción, incluyendo a Lipa cantando "Rocket Man" de Elton John de 1972. La canción estuvo lanzada a través de Virgen EMI y Registros de Mercurio el 13 de agosto de 2021.
Se lanzaron remixes de Claptone y The Blessed Madonna, una versión acústica fue lanzado digitalmente en todo el mundo el 12 de octubre de 2021.

## Samples
En «Cold Heart (Pnau Remix)», Pnau mezcla canciones de John, «Rocket Man» de su álbum Honkey Chateau (1972), «Sacrifice» de Sleeping with the Past (1989), «Kiss the Bride» de Too Low for Zero (1983); y la pista de álbum «Where's the Shoorah?» de la película de 1976, Blue Moves.

## Recepción
El sencillo recibió una amplia atención y gozó de un éxito masivo. Llegó al primer lugar en las listas musicales de varios países, incluyendo el Reino Unido permaneciendo 1 semana en esa posición, y siendo la primera canción de John en llegar a ese lugar desde Ghetto Gospel, tema inédito del rapero 2Pac en el que el pianista participó en 2005.
Hasta diciembre de 2021, la canción le había permitió a John convertirse en el músico con más Top 10 en las listas británicas durante 6 décadas consecutivas (1970ː 10 incluyendo un #1; 1980ː 7; 1990ː 9 incluyendo 2 #1; 2000ː 6 incluyendo 3 #1; 2010ː 1 y 2020ː 1 incluyendo un #1).

## Lista de canciones
- Descarga digital y streaming[10]

1. «Cold Heart (Pnau Remix)» – 3:22

- Descarga digital y streaming – The Blessed Madonna remix[17]

1. "Cold Heart " (The Blessed Madonna remix) – 2:53
2. "Cold Heart " (The Blessed Madonna extended remix) – 4:33

- Streaming – The Blessed Madonna remix – Spotify

1. «Cold Heart» (The Blessed Madonna remix) – 2:53
2. «Cold Heart» (The Blessed Madonna extended remix) – 4:33
3. «Cold Heart» (Pnau remix) – 3:22

- Descarga digital y streaming – PS1 remix

1. «Cold Heart» (PS1 remix) – 2:47

- Streaming – PS1 remix – Spotify

1. «Cold Heart» (PS1 remix) – 2:47
2. «Cold Heart» (Pnau remix) – 3:22

- CD

1. «Cold Heart» (Pnau remix) – 3:22
2. «Cold Heart» (The Blessed Madonna remix) – 2:53

- Descarga digital y streaming – Claptone remix

1. «Cold Heart» (Claptone remix) – 3:03

- Streaming – Claptone remix – Spotify

1. «Cold Heart» (Claptone remix) – 3:03
2. «Cold Heart» (Pnau remix) – 3:22

- Descarga digital y streaming – versión acústica

1. «Cold Heart» (acústico) – 3:15

- Streaming – Versión acústica – Spotify EP

1. «Cold Heart» (acoustic) – 3:15
2. «Cold Heart» (Pnau remix) – 3:22
3. «Cold Heart» (The Blessed Madonna remix) – 2:53
4. «Cold Heart» (PS1 remix) – 2:47
5. «Cold Heart» (Claptone remix) – 3:03

## Créditos
Los créditos adaptados de Tidal.
- Elton John   voz, escritor
- Dua Lipa   voz
- Pnau   remezcla
  - Nicholas Littlemore   producción, songwriting, programación de tambor, tambores, programación de sintetizador
  - Peter Mayes   producción, escritor, ingeniería, programación de tambor, tambores, programación de sintetizador
  - Sam Littlemore   producción, escritor, programación de tambor, tambores, programación de sintetizador
- Bernie Taupin   escritor
- Mark Schick   producción vocal
- Rafael Fadul   ingeniería
- Josh Gudwin   mezclando
- Randy Merrill   mastering

## Posicionamiento en listas
| Listas (2021)                             | Mejor posición |
| ----------------------------------------- | -------------- |
| Argentina (Argentina Hot 100)             | 36             |
| Australia (ARIA)                          | 1              |
| Austria (Ö3 Austria Top 40)               | 11             |
| Bélgica (Flandes) (Ultratop 50)           | 3              |
| Bélgica (Valonia) (Ultratop 50)           | 1              |
| Bolivia (Monitor Latino)                  | 13             |
| Bulgaria (PROPHON)                        | 1              |
| Canadá (Canadian Hot 100)                 | 6              |
| Chile (Monitor Latino)                    | 4              |
| CEI (Tophit)                              | 3              |
| Costa Rica (Monitor Latino)               | 40             |
| Croacia (HRT)                             | 2              |
| República Checa (Singles Digitál Top 100) | 30             |
| Dinamarca (Tracklisten)                   | 4              |
| Ecuador (Monitor Latino)                  | 20             |
| España (PROMUSICAE)                       | 21             |
| Estados Unidos (Billboard Hot 100)        | 7              |
| Estados Unidos (Adult Contemporary)       | 6              |
| Estados Unidos (Adult Top 40)             | 10             |
| Estados Unidos (Mainstream Top 40)        | 13             |
| El Salvador (Monitor Latino)              | 2              |
| Finlandia (OFC)                           | 20             |
| Francia (SNEP)                            | 9              |
| Alemania (Offizielle Deutsche Charts)     | 3              |
| Global 200 (Billboard)                    | 5              |
| Suecia (IFPI)                             | 16             |
| Hungría (Rádiós Top 40)                   | 1              |
| Hungría (Single Top 40)                   | 2              |
| Hungría (Stream Top 40)                   | 8              |
| Islandia (Plötutíðindi)                   | 1              |
| Irlanda (IRMA)                            | 2              |
| Israel (Media Forest)                     | 1              |
| Italia (FIMI)                             | 6              |
| Japón (Hot Overseas Billboard)            | 8              |
| Letonia (Latvijas Radio 5 Top 40)         | 2              |
| Lituania (AGATA)                          | 1              |
| Mexico Airplay (Billboard)                | 1              |
| Nueva Zelanda (Recorded Music NZ)         | 1              |
| Panamá (PRODUCE)                          | 48             |
| Paraguay (Monitor Latino)                 | 12             |
| Polonia (Polish Airplay Top 100)          | 2              |
| Portugal (AFP)                            | 14             |
| Reino Unido (UK Singles Chart)            | 1              |
| Rumania (Airplay 100)                     | 43             |
| Singapur (RIAS)                           | 21             |
| Sudáfrica (RISA)                          | 9              |
| Suiza (Schweizer Hitparade)               | 4              |
| Uruguay (Monitor Latino)                  | 13             |

## Historial de lanzamientos
| Región         | Fecha                    | Formato(s)                                   | Versión                              | Etiqueta(s)             | Ref.   |
| -------------- | ------------------------ | -------------------------------------------- | ------------------------------------ | ----------------------- | ------ |
| Varios         | 13 de agosto de 2021     | Descarga digital (música), Streaming         | Original                             | EMI, Mercury RecordsEMI | [ 10 ] |
| Italia         | 13 de agosto de 2021     | Contemporary hit radio                       | Original                             | Universal               | [ 67 ] |
| Australia      | 20 de agosto de 2021     | Contemporary hit radio                       | Original                             | Universal               | [ 68 ] |
| Estados Unidos | 24 de agosto de 2021     | Contemporary hit radio                       | Original                             | Interscope              | [ 69 ] |
| Rusia          | 27 de agosto de 2021     | Contemporary hit radio                       | Original                             | Universal               |        |
| Varios         | 10 de septiembre de 2021 | Descarga digital, streamingDigital download  | The Blessed Madonna remix            | EMI, MercuryEMI         | [ 17 ] |
| Varios         | 17 de septiembre de 2021 | Descarga digital, streamingDigital download  | PS1 remix                            | EMI, MercuryEMI         | [ 70 ] |
| Varios         | 1 de octubre de 2021     | CD                                           | Original / The Blessed Madonna remix | EMI                     | [ 71 ] |
| Reino Unido    | 8 de octubre de 2021     | CD con tarjeta de arte                       | Original / The Blessed Madonna remix | EMI                     | [ 72 ] |
| Varios         | 8 de octubre de 2021     | Descarga digital, streaminigDigital download | Claptone remix                       | EMI, MercuryEMI         | [ 73 ] |
| Varios         | 12 de octubre de 2021    | Descarga digital, streaminigDigital download | Acústico                             | EMI, MercuryEMI         | [ 74 ] |